# Clarence Malmnäs
Clarence Erik A. Malmnäs, född 17 januari 1907 i Chicago, död 8 april 1978, var en svensk läkare. 
Malmnäs blev medicine licentiat 1935 och medicine doktor vid Karolinska institutet 1958 på avhandlingen Immunity in pregnancy: a clinical study of the antistreptolysin, antistaphylolysin and dye test reactions and the gamma-globulin level. Han blev biträdande överläkare vid kvinnokliniken på Södersjukhuset 1946, var överläkare där 1969–72 och tf. överläkare på Huddinge sjukhus 1972–73. Han var även lärare på Barnmorskeanstalten i Stockholm 1958–72. Han författade skrifter i obstetrik och gynekologi samt sexologi.